# Villeneuve-sur-Yonne
Villeneuve-sur-Yonne és un municipi francès, situat al departament del Yonne i a la regió de Borgonya - Franc Comtat. L'any 2007 tenia 5.294 habitants.

## Demografia

### Població
El 2007 la població de fet de Villeneuve-sur-Yonne era de 5.294 persones. Hi havia 2.329 famílies, de les quals 847 eren unipersonals (377 homes vivint sols i 470 dones vivint soles), 727 parelles sense fills, 550 parelles amb fills i 205 famílies monoparentals amb fills.
La població ha evolucionat segons el següent gràfic:
Habitants censats

### Habitatges
El 2007 hi havia 3.068 habitatges, 2.385 eren l'habitatge principal de la família, 290 eren segones residències i 393 estaven desocupats. 2.170 eren cases i 878 eren apartaments. Dels 2.385 habitatges principals, 1.403 estaven ocupats pels seus propietaris, 917 estaven llogats i ocupats pels llogaters i 64 estaven cedits a títol gratuït; 39 tenien una cambra, 362 en tenien dues, 657 en tenien tres, 627 en tenien quatre i 699 en tenien cinc o més. 1.439 habitatges disposaven pel capbaix d'una plaça de pàrquing. A 1.190 habitatges hi havia un automòbil i a 728 n'hi havia dos o més.

### Piràmide de població
La piràmide de població per edats i sexe el 2009 era:
| Homes | Edats   | Dones |
| ----- | ------- | ----- |
| 6     | 95 o +  | 14    |
| 15    | 90 a 94 | 73    |
| 45    | 85 a 89 | 130   |
| 51    | 80 a 84 | 81    |
| 106   | 75 a 79 | 145   |
| 120   | 70 a 74 | 172   |
| 149   | 65 a 69 | 154   |
| 127   | 60 a 64 | 140   |
| 121   | 55 a 59 | 149   |
| 165   | 50 a 54 | 167   |
| 213   | 45 a 49 | 162   |
| 209   | 40 a 44 | 184   |
| 152   | 35 a 39 | 145   |
| 122   | 30 a 34 | 155   |
| 165   | 25 a 29 | 152   |
| 172   | 20 a 24 | 152   |
| 162   | 15 a 19 | 131   |
| 170   | 10 a 14 | 163   |
| 165   | 5 a 9   | 155   |
| 109   | 0 a 4   | 121   |

## Economia
El 2007 la població en edat de treballar era de 3.161 persones, 2.292 eren actives i 869 eren inactives. De les 2.292 persones actives 1.982 estaven ocupades (1.058 homes i 924 dones) i 311 estaven aturades (134 homes i 177 dones). De les 869 persones inactives 382 estaven jubilades, 206 estaven estudiant i 281 estaven classificades com a «altres inactius».

### Ingressos
El 2009 a Villeneuve-sur-Yonne hi havia 2.458 unitats fiscals que integraven 5.275 persones, la mediana anual d'ingressos fiscals per persona era de 16.818,5 €.

### Activitats econòmiques
Dels 261 establiments que hi havia el 2007, 3 eren d'empreses extractives, 8 d'empreses alimentàries, 6 d'empreses de fabricació de material elèctric, 24 d'empreses de fabricació d'altres productes industrials, 29 d'empreses de construcció, 60 d'empreses de comerç i reparació d'automòbils, 11 d'empreses de transport, 15 d'empreses d'hostatgeria i restauració, 1 d'una empresa d'informació i comunicació, 18 d'empreses financeres, 14 d'empreses immobiliàries, 24 d'empreses de serveis, 25 d'entitats de l'administració pública i 23 d'empreses classificades com a «altres activitats de serveis».
Dels 77 establiments de servei als particulars que hi havia el 2009, 1 era una oficina d'administració d'Hisenda pública, 1 gendarmeria, 1 oficina de correu, 5 oficines bancàries, 2 funeràries, 8 tallers de reparació d'automòbils i de material agrícola, 2 tallers d'inspecció tècnica de vehicles, 2 autoescoles, 5 paletes, 6 guixaires pintors, 3 fusteries, 7 lampisteries, 5 electricistes, 8 perruqueries, 1 veterinari, 9 restaurants, 9 agències immobiliàries, 1 tintoreria i 1 saló de bellesa.
Dels 27 establiments comercials que hi havia el 2009, 2 eren supermercats, 2 grans superfícies de material de bricolatge, 1 una gran superfície de material de bricolatge, 5 fleques, 2 carnisseries, 1 una botiga de congelats, 3 llibreries, 3 botigues de roba, 2 botigues d'equipament de la llar, 1 una sabateria, 1 una botiga d'electrodomèstics, 2 botigues de material esportiu, 1 una perfumeria i 1 una joieria.
L'any 2000 a Villeneuve-sur-Yonne hi havia 22 explotacions agrícoles que ocupaven un total de 1.890 hectàrees.

## Equipaments sanitaris i escolars
El 2009 hi havia 1 hospital de tractaments de curta durada, 1 hospital de tractaments de mitja durada (seguiment i rehabilitació, 2 farmàcies i 1 ambulància.
El 2009 hi havia 2 escoles maternals i 3 escoles elementals. Villeneuve-sur-Yonne disposava d'un col·legi d'educació secundària amb 619 alumnes.

## Poblacions més properes
El següent diagrama mostra les poblacions més properes.